# Thoracochromis albolabris
Thoracochromis albolabris és una espècie de peix pertanyent a la família dels cíclids i a l'ordre dels perciformes.

## Descripció i reproducció
Fa 15,1 cm de llargària màxima. És de fecundació externa i les femelles incubadores bucals.

## Alimentació
El seu nivell tròfic és de 3,34.

## Hàbitat i distribució geogràfica
És un peix d'aigua dolça, bentopelàgic i de clima tropical (13°S-18°S), el qual viu a Àfrica: els fons rocallosos del riu Cunene a Angola i Namíbia.

## Observacions
És inofensiu per als humans, el seu índex de vulnerabilitat és baix (10 de 100) i no gaudeix de cap protecció legislativa.